# 中島潔
中島 潔（なかしま きよし、1943年4月26日 - ）は、日本画家、絵本作家、イラストレーター。郷愁を誘う童画や、儚げな女性画を得意とする。「風の画家」として知られる。

## 経歴
1943年(昭和18年)、旧満洲国奉天市(現在の中国瀋陽市)において父・峰雄、母・ウメ子の間に生まれる。両親は理髪店を営んでいた。1歳の時、母の地元の佐賀県東松浦郡厳木村(現在の佐賀県唐津市厳木町)へ引き揚げる。
1961年、佐賀県立唐津西高等学校卒業。母の死後2か月で再婚をした父への反発から家を出て、伊豆下田で温泉掘りの仕事をする。独学で絵を学び、その後印刷所、広告会社などで働く。
1971年、パリへ行き、半年間絵の勉強をする。
1976年、独立しフリーになる。
1982年、NHKの音楽番組「みんなのうた」の『かんかんからす』のイメージ画を担当し話題になる。同年9月に小田急百貨店で初の個展を開く。
1987年、『木霊みょうと』で、ボローニャ国際児童図書展グラフィック賞を受賞。
1990年、中国文化庁の招きで北京で個展を開く。
1999年、港区広尾に「ギャラリーうめ吉」をオープン。（2011年3月現在、整備のため休館中）
2001年、パリ、三越エトワール美術館にて「風の画家中島潔の世界・童画でつづる三十年史」展を開く。
2010年、清水寺成就院に、「かぐや姫」「風の故郷」「大漁」など、46面の襖絵を奉納。
2015年、京都の六道珍皇寺に「地獄心音図」の連作5枚を奉納。同寺にて「中島潔 地獄心音図　完成特別公開 -親から子へ、いま伝えたいこと‐」を開催。

## 「うめ吉」について
「うめ吉」とは、一つの意味は中島潔の雅号であり、落款や初期の印に使われている。もう一つの意味は、童画中に多く登場する犬の名前である。ぬいぐるみとしても人気を博している。

## 「はあと」について
「はあと」とは、2011年頃より、作品の中にたびたび登場する犬の名前である。耳がふわっとしているのが特徴。中島潔の実際の愛犬「はあと」がモデルとなっている。

## 作品

### 童画
農村の風景の中に佇む少年少女を描く。
人気のある画題であり、CMや、NHK「みんなのうた」のイラスト、カレンダー、ジグソーパズル、塗り絵、雑誌表紙など広い分野で見ることができる。

### 女性画
儚げな女性画を描く。また、『源氏物語』や『万葉集』などを題材とした歴史的な女性像の作品もある。

### 金子みすゞ
2000年から金子みすゞをモチーフにした作品を発表している。特に、みすゞの代表作である『大漁』については、成就院の襖絵を含めて、作品を4作発表している。

## 関連人物
さだまさしは、中島潔の絵を最初に購入した人物である。その絵は『雨宿り』という題であり、それが「雨やどり」を作曲するヒントとなったと本人が書いている。またその縁で個展の推薦文を書いたとき、「風の画家」というキャッチフレーズを考え出し、これが中島潔を表す言葉になった。
「うめ吉」のぬいぐるみなどは、阿部進の設立した創造教育センターにおいてライセンス管理がなされている。また、画集や絵本の多くは創造教育センター（KABA書房）から出版されている。
上京後、一時森田拳次のアシスタントとして働く。同時期に働いていたアシスタントに、ジョージ秋山がいた。
水島新司とも交友があり、水島の漫画作品『あぶさん』には中島本人が度々登場している。

## 著作等

### 絵画
- 『かぐや姫』（2010年、清水寺成就院第一室襖絵）
- 『風の故郷（花別れ・にわか雨・向日葵）』（2010年、清水寺成就院第二室襖絵）
- 『風の故郷（紅葉・雪の音）』（2010年、清水寺成就院第三室襖絵）
- 『大漁』（2010年、清水寺成就院第四室襖絵）
- 『地獄心音図』（2015年、六道珍皇寺）[4]

### 画集
- 『風の言葉―風の画家中島潔画集』（KABA書房、1984年）
- 『風の便り―風の画家中島潔画集』（KABA書房、1984年）
- 『風の匂い―風の画家中島潔画集』（KABA書房、1984年）
- 『哀ひとひら』（偕成社、1988年4月、ISBN 9784039633903）
- 『風ひといろ』 （KABA書房、1990年1月、ISBN 9784915467257）
- 『風ものがたり―「中島潔」童画集』 （KABA書房、1990年1月、ISBN 9784915467264）
- 『ふるさと憧憬』 （KABA書房、1991年4月、ISBN 9784915467271）
- 『万葉恋詩』（白泉社、1992年8月、ISBN 9784592760610）
- 『風と花と恋と―「中島潔」画文集』（NHK出版、1993年4月、ISBN 9784140092248）
- 『源氏物語の女（ひと）』（KABA書房、1994年4月、ISBN 9784915467332）
- 『ふるさとの詩―わが心のうた』（KABA書房、1996年4月、ISBN 9784915467349）
- 『童画でつづる30年史―風の画家中島潔』（KABA書房、2001年1月、ISBN 9784915467356）
- 『中島潔の世界1968→2004 （別冊太陽）』（平凡社、2004年6月、ISBN 9784582944709）
- 『みすゞ憧憬―中島潔作品集』（二玄社、2005年11月、ISBN 9784544020960）

### 絵本
- 『うめ吉』シリーズ
  - 『うめきちまってて』（阿部進 文、KABA書房、1983年3月）
  - 『うめきちおんや？』（阿部進 文、KABA書房、1983年3月）
  - 『うめ吉わん』（ゆざわなつき 文、KABA書房、1987年1月、ISBN 9784915467240）
- 『ゆめみるラッコ ― シアトルからの海のたび』（阿部進 文、KABA書房、1983年11月）
- 『おふうたいそうできちゃうもん』（阿部進 文、KABA書房、1984年4月）
- 『おふうのいちにち』（阿部進 文、KABA書房、1984年4月）
- 『木霊(こだま)みょうと』（吉本直志郎 文、ポプラ社、1986年9月、ISBN 4591023397）

他

### イラスト
- 『とびだせバカラッチ隊』（全2巻）（吉本直志郎文、ポプラ社）
- 『十二歳シリーズ』（全5巻）（薫くみこ 文、ポプラ社）

他、童話イラストや雑誌表紙など多数。

### TV

#### みんなのうた
- ◆は、5分間1曲枠の楽曲（ロングのうた）。
- 1.かんかんからす / 加藤登紀子（1982年4月・5月放送）
- 2.とんぼの思い出 / 村井千秋と森の木児童合唱団（1982年10月・11月放送）
- 3.白い道 / 北原ミレイ（1983年12月・1984年1月放送）
- 4.仲良しになりたい / 沢田知可子（1996年2月・3月放送）
- 5.あなたが見える / TEA FOR THREE（1997年2月・3月放送）
- 6.日傘の詩 / 森みゆき（1997年8月・9月放送）
- 7.恋花火 / 諫山実生（2002年8月・9月放送）◆

#### ドキュメンタリー
- 「郷愁・童謡と童画で描く中島潔の世界」（NHK 1999年 - 2000年）
- 「生命（いのち）へのまなざし 〜中島潔が描く金子みすゞの世界〜」（NHK 2001年）
- 「世界・わが心の旅：セーヌ川　私をつくった二人の女」（NHK 2001年）
- 「ヒューマンドキュメンタリー 風の画家　“いのち”を描く」（NHK 2010年）